# Elefantenrüsselnebel
Der Elefantenrüsselnebel, auch bekannt unter der Katalogbezeichnung IC 1396A, ist eine hell berandete Globule, also eine Ansammlung von interstellarem Gas und Staub, im Sternbild Kepheus. Die Globule gehört zu IC 1396, einem H-II-Gebiet mit eingebettetem Sternhaufen, und ist etwa 2400 Lichtjahre von der Erde entfernt.
Der Nebel ist ein aktives Sternentstehungsgebiet und enthält eine Reihe junger Sterne und Protosterne, die erst zwischen 100.000 und einer Million Jahre alt sind. 
Vor der Globule befindet sich der Reflexionsnebel van den Bergh 142 (vdB 142), der sehr wahrscheinlich in physikalischem Bezug steht. Dieser Reflexionsnebel wird vom B3-Stern HD 239710 (BD +56° 2604) angestrahlt. Die Bezeichnung vdB 142 wird oft für den Elefantenrüsselnebel angegeben, was jedoch falsch ist.
| Werte für HD 239710             | Werte für HD 239710         |
| ------------------------------- | --------------------------- |
| Rektaszension                   | 21h 36m 41,0395s            |
| Deklination                     | +57° 30′ 08,260″            |
| Spektraltyp                     | B3V                         |
| Scheinbare Helligkeit (B-Band)  | 9,75                        |
| Scheinbare Helligkeit (visuell) | 9,48                        |
| andere Bezeichnungen            | - TYC 3975-41-1 - SAO 33573 |